# La Chapelle-de-Bragny
La Chapelle-de-Bragny ist eine französische Gemeinde mit 240 Einwohnern (Stand 1. Januar 2022) im Département Saône-et-Loire in der Region Bourgogne-Franche-Comté (vor 2016 Bourgogne). Sie gehört zum Arrondissement Chalon-sur-Saône und ist Teil des Kantons Tournus (bis 2015 Sennecey-le-Grand).

## Geografie
La Chapelle-de-Bragny liegt etwa 16 Kilometer südsüdwestlich von Chalon-sur-Saône. Umgeben wird La Chapelle-de-Bragny von den Nachbargemeinden Messey-sur-Grosne im Norden und Westen, Lalheue im Nordosten, Nanton im Osten, Étrigny im Süden und Südosten, Bresse-sur-Grosne im Süden und Südwesten, Sercy im Südwesten sowie Santilly im Westen und Südwesten.

## Bevölkerungsentwicklung
| Jahr                      | 1962 | 1968 | 1975 | 1982 | 1990 | 1999 | 2006 | 2011 | 2016 |
| Einwohner                 | 180  | 189  | 168  | 204  | 203  | 226  | 240  | 240  | 253  |
| Quelle: Cassini und INSEE |      |      |      |      |      |      |      |      |      |

## Sehenswürdigkeiten
- Kirche Notre-Dame-de-l’Assomption
- Schloss La Chapelle-de-Bragny, Monument historique seit 1974

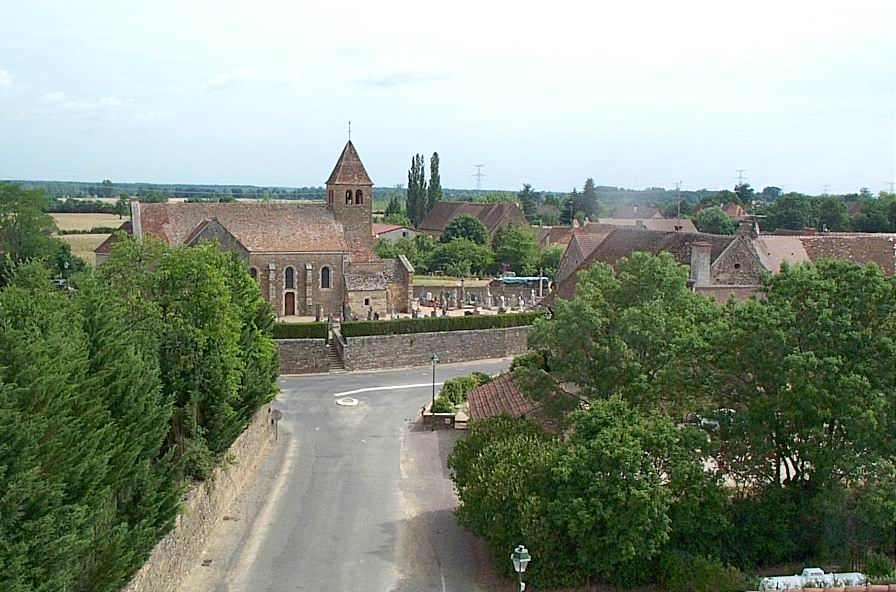
Kirche Notre-Dame-de-l’Assomption
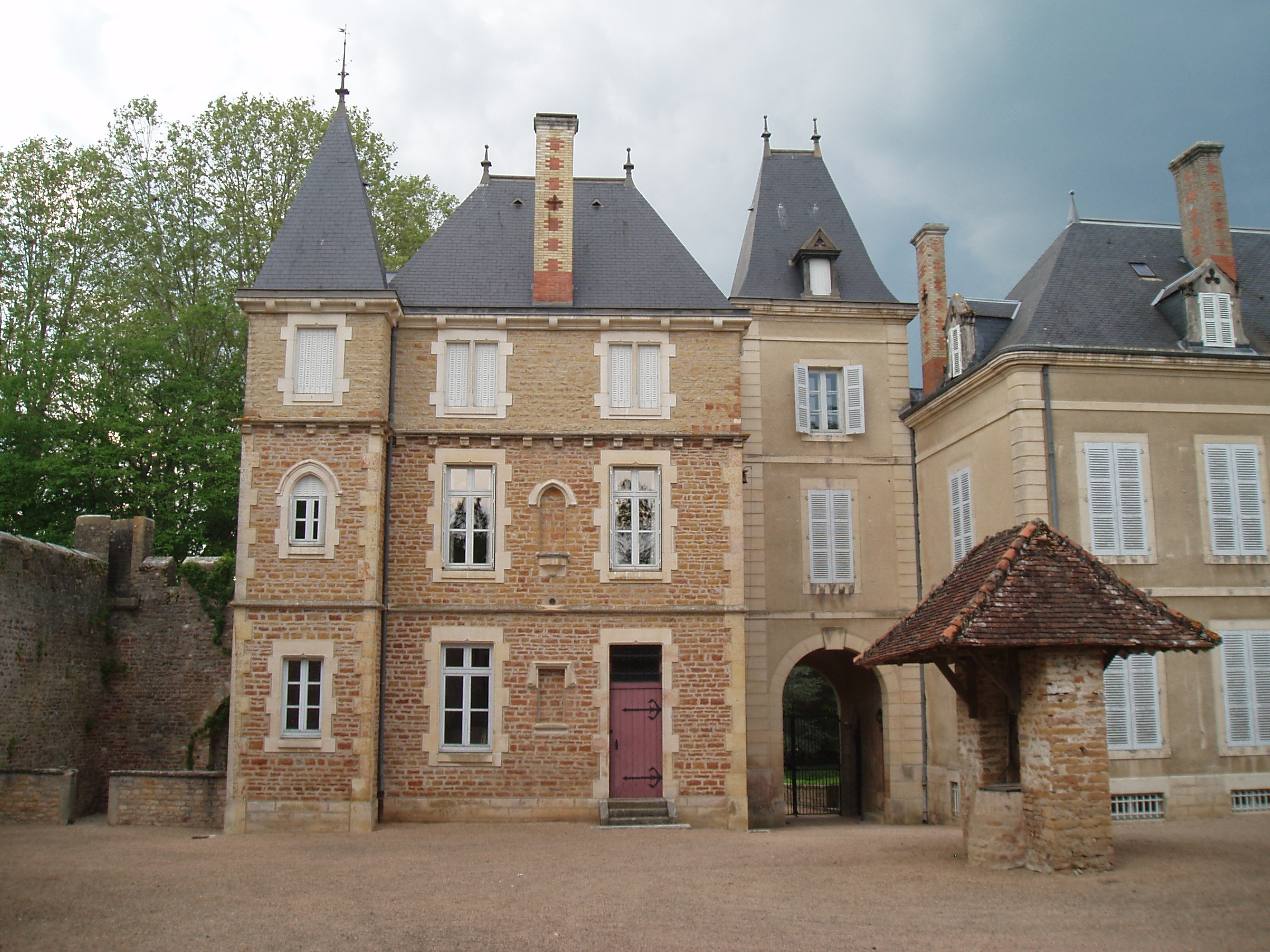
Schloss La Chapelle-de-Bragny